# Phedimus litoralis
Phedimus litoralis är en fetbladsväxtart som först beskrevs av Vladimir Leontjevitj Komarov, och fick sitt nu gällande namn av H. 't Hart. Phedimus litoralis ingår i släktet fetblad, och familjen fetbladsväxter. Inga underarter finns listade i Catalogue of Life.